# 蓬塔德爾加達
蓬塔德爾加達（葡萄牙語：Ponta Delgada，葡萄牙語發音：[ˈpõtɐ ðɛlˈɣaðɐ] ⓘ）是葡萄牙亚速尔自治区的行政首府和最大城市。位於亞速爾群島中面积最大和人口最多的聖米格爾島。2011年时人口为68,809人，面积为232.99平方公里。其中有17,629人居住在市中心的三個堂區，这三个堂区是历史上最早的市区。全市管轄有24個堂區。
蓬塔德尔加达1976年宪法修正案后成为自治区的行政首府，司法首府和天主教教区首府保留在群岛原首府英雄港，同时亚速尔立法议会设立在奥尔塔。

## 交通
蓬塔德尔加达境内有若望·保禄二世机场，该市是人员及货物进入亚速尔群岛的主要通道。亞速爾群島航空和SATA Air Açores航空公司的总部均位于蓬塔德尔加达。

## 教育

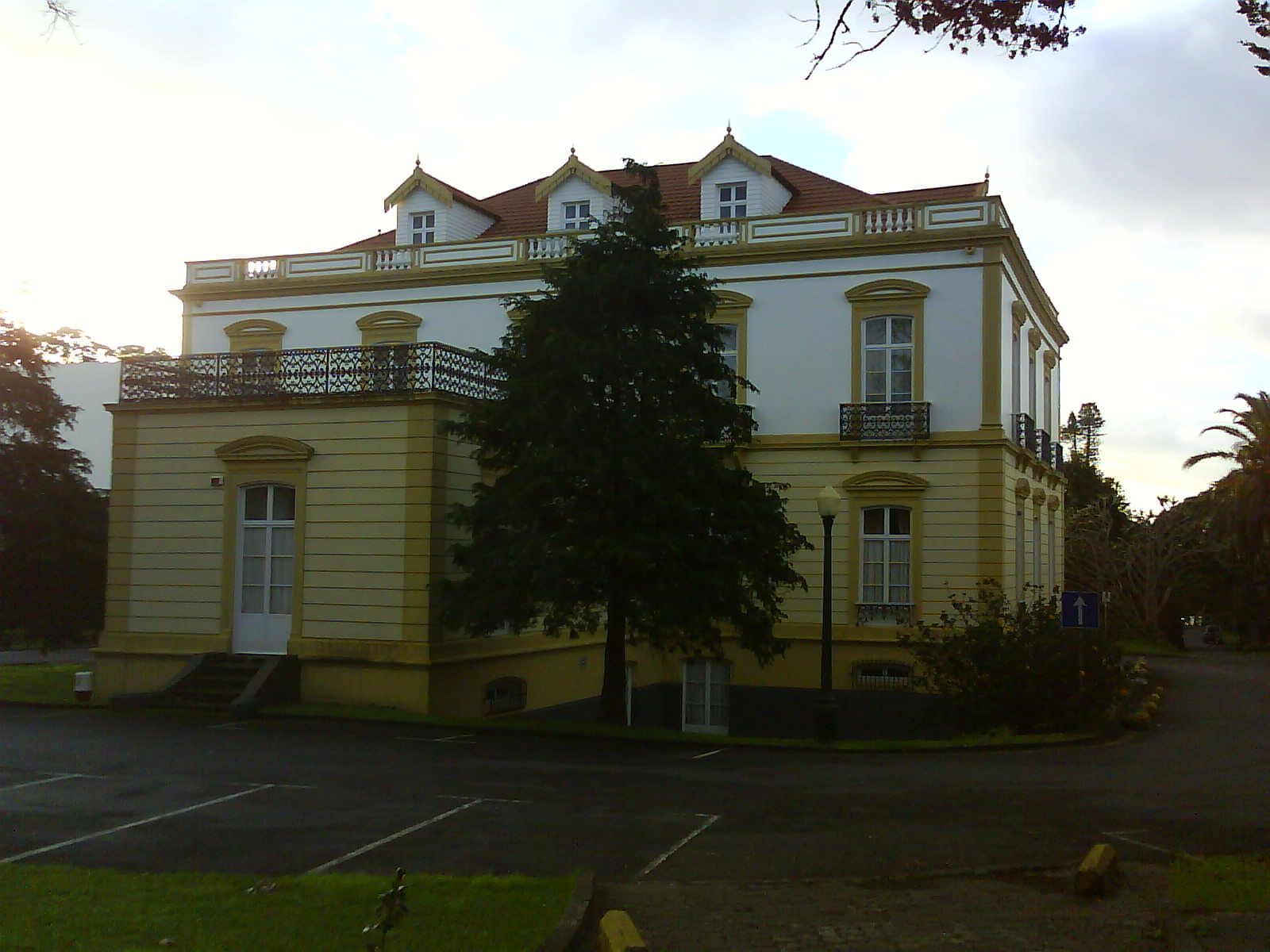
亚速尔大学校长楼

亚速尔大学的主校区位于蓬塔德尔加达，其课程涵盖旅游业、计算机工程、社会科学及商业管理。亚速尔大学的另外两个校区在奥尔塔（海洋生物学专业）和英雄港（课程涵盖师范、商学及农业科学）。